# Ueno Park
Ueno Park (japansk: 上野公園, også Ueno-onshi-koen Park) er en offentlig park beliggende i distriktet Ueno i bydelen Taitou i Japans hovedstad Tokyo. Parken er en af de mest kendte landmærker i Tokyo.
Saigō Takamori, en af de ledende figurer under Meiji-restaurationen, har en egen bronzestatue i parken.

## Historie
I 1873 blev der planlagt parker i Ueno, Shiba, Asakusa, Fukagawa og Asukayama. Det var første gang at offentlige parker var planlagt i Japan. med andre ord blev Ueno Park grundlagt i Meiji-perioden. En hollandsk soldat ved navnet Dr. Anthonius Franciscus Bauduin (1820-1885) foreslog at man skulle give en special status til parken.
Tidligere under Edo-perioden var området ejendom under templet Kanei-ji. Man tog området til staten under Meiji-perioden efter Meiji-restaurationen og og senere i 1924, skænkede Imperial Household Ministry området til Tokyo by. Parken indeholdt først kun templets hovedbygning, mausoleum og kirsebærtræer inden for templets område, senere tilføres museum, zoo og kunstgallerier.

## Vegetation
Parken er et populært sted, når kirsebærtræerne blomstre og mange fejrer hanami der. Kirsebærtræerne blomstrer i Ueno fra slutningen af marts til midten af april. Lotus blomstrer i Shinobazu-dammen fra juli til august.
Parken består af i alt 8.800 træer med som arter Ginkgo (Ginkgo biloba), kamfertræ, japansk zelkova, Prunus campanulata, Prunus yedoensis og japansk kirsebær. Der er yderligere 24.800 m2 med buske og prydplanter.

## Kultur
Parken har udviklet sig som et centrum for kunst, kultur og uddannelse.

### Museer
Der er mange museer i parken:
- Tokyos nationalmuseum. Museet flyttede til Ueno Park i 1882 og er stadig på samme sted[6]
- National Museum of Nature and Science. Museet åbnede som Museum of Education i januar 1877, i Ueno i det hus, der i øjeblikket anvendes af Tokyo University of the Arts.[7]
- National Museum of Western Art
- Tokyo Metropolitan Art Museum
- Shitamachi museum

Der er også en zoologisk have, Ueno Zoo, i Ueno Park. Inden for zoo-området findes en 300 meter lang monorail-bane, Ueno Zoo Monorail.

### Andre kulturelle organisationer i parken
- Japan Academy
- Tokyo School of Fine Arts
- Tokyo School of Music
- Sōgakudō Concert Hall, plads for koncerter
- Tokyo Bunka Kaikan, opera og ballet
- International børnbogsbibliotek
- Nationale parlamentsbibliotek
- Imperial Library, Japans nationalbibliotek

## Trafikforbindelser
Parken ligger i nærheden af jernbanestationen Ueno som er et knudepunkt med metrolinjer, lokal jernbanelinjer og linjerne for højhastighedstog i det japanske Shinkansennetværket, Tohoku Shinkansen og Joetsu Shinkansen.

## Hjemløse
Mange hjemløse bor i Ueno Park. De hjemløses lejre, der findes i områder der ligger mellem områder med træer og trægrænsen. De er på grænsen til at kunne kaldes små landsbyer med en intern struktur, kultur og støttesystem. Teltene er typisk konstueret af pap, er er tildækket med blå presenning. Politiet rydder en gang i mellem lejrene væk og jager de hjemløse bort eller arresterer dem, der dog vender hurtigt tilbage.

## Eksterne links
- Tokyo Travel: Ueno Park (engelsk)

35°42′44″N 139°46′16″Ø / 35.71222°N 139.77111°Ø